# S.T.A.L.K.E.R. 2: Serce Czarnobyla
S.T.A.L.K.E.R. 2: Serce Czarnobyla (ukr. S.T.A.L.K.E.R. 2: Серце Чорнобиля, trb. S.T.A.L.K.E.R. 2: Serce Czornobyla; ang. S.T.A.L.K.E.R. 2: Heart of Chornobyl) – gra komputerowa z gatunku strzelanek pierwszoosobowych z elementami survival horroru, stworzona przez studio GSC Game World. Czwarta odsłona serii S.T.A.L.K.E.R., pierwsza opracowywana jednocześnie na komputery osobiste i konsolę, jak również pierwsza gra z cyklu od czasu wydanego w 2009 roku Stalkera: Zewu Prypeci.
Początkowo grę zapowiedziano niedługo po premierze Zewu Prypeci, jako datę premiery podając 2012, ale prace nad tą wersją ostatecznie wstrzymano. Stalkera 2 ponownie zapowiedziano w 2018, kiedy to poinformowano o wznowieniu prac, a niedługo później o przeniesieniu projektu na Unreal Engine 5. Jako datę premiery nowej wersji początkowo podano 8 grudnia 2022. Po inwazji Rosji na Ukrainę w lutym 2022 prace nad grą tymczasowo wstrzymano, a po wznowieniu przebiegały wolniej niż wcześniej, ponieważ studio opuściło swoją siedzibę w Kijowie, a część jego pracowników zdecydowała się dołączyć do walk zbrojnych przeciwko Rosji. Po kilku kolejnych opóźnieniach grę wydano 20 listopada 2024 na Xboksa Series i Microsoft Windows.

## Fabuła i świat gry
Fabuła serii osadzona jest w Zonie (ukr. Зона) – fikcyjnej wariacji Strefy Wykluczenia wokół Czarnobylskiej Elektrowni Jądrowej powstałej po wydarzeniach z kwietnia 1986 roku. W uniwersum Stalkera w 2006 doszło do drugiej katastrofy, wskutek której w Zonie zaczęły pojawiać się nadprzyrodzone anomalie, artefakty i potwory. Wydarzenia w Sercu Czarnobyla rozgrywają się kilkanaście lat po tych przedstawionych w poprzedniej odsłonie, a głównym bohaterem gry jest stalker o pseudonimie „Skif”. Według twórców S.T.A.L.K.E.R. 2 ma zaprezentować jeden z największych otwartych światów w jakiejkolwiek grze o tematyce postapokaliptycznej. Lokalizacje zaprojektowano jako duże i otwarte przestrzenie, zapewniające poczucie „wolności” i „samotności”. Podejmowane przez gracza decyzje mają wpływać zarówno na los poszczególnych postaci, jak i całego świata przedstawionego, a poznanie pełnej historii ma być niemożliwe po jednokrotnym jej ukończeniu. Skifa scharakteryzowano jako bohatera „grającego na wiele frontów”, co może prowadzić do różnych zakończeń wątku fabularnego. W grze zaimplementowano technologię symulacji życia A-Life 2.0 wpływającą na, jak bohaterowie niezależni, potwory i fauna reagują na grywalną postać w zależności od jej poczynań.

## Proces produkcji

### Wczesna wersja
Początkowo Stalkera 2 zapowiedziano w 2010, informując, że gra trafi do sprzedaży w 2012. Prezes studia GSC Game World Serhij Hryhorowycz stwierdził wówczas, że wobec ponad czterech milionów sprzedanych egzemplarzy dotychczasowych odsłon gier z serii S.T.A.L.K.E.R. twórcy „nie mają wątpliwości” odnośnie do zasadności stworzenia kolejnej, mającej być „następnym rozdziałem megapopularnej gry”, który spełni oczekiwania fanów. W styczniu 2011 Oleg Jaworski w odpowiedzi na pytania zadawane na oficjalnej stronie serii na Facebooku ujawnił, że w grze miały pojawić się sama Czarnobylska Elektrownia Jądrowa, miasto Czarnobyl oraz położona w pobliżu Dugi placówka „Czarnobyl-2”, a wersja na komputery osobiste powstawała w oparciu o interfejs programowania aplikacji DirectX 11. W październiku 2011 Hryhorowycz potwierdził, że twórcy planują wydać Stalkera 2 z zabezpieczeniami DRM ze względu na wysoki wskaźnik piractwa medialnego w krajach obszaru postradzieckiego.
Liczne zwolnienia i duża rotacja pracowników podczas prac nad Stalkerem 2 sprawiły, że liczba osób zatrudnionych w studiu w pewnym momencie zmalała łącznie o trzy czwarte. W grudniu 2011 Hryhorowycz ogłosił natychmiastowe przerwanie prac nad grą z „powodów osobistych”, wynikających prawdopodobnie z problemów finansowych, a GSC Game World oficjalnie zamknięto 9 grudnia. Niedługo później na profilu studia w serwisie 𝕏 opublikowano tweet z zapewnieniem, że pracownicy „robią wszystko, co w nich mocy, żeby kontynuować prace [nad grą], ale na tę chwilę nic nie jest pewne”. Wiosną 2012 Oleksіj Sitianow, główny programista i scenarzysta wcześniejszych gier z serii, w wywiadzie dla redakcji ukraińskiego miesięcznika „Szpil” potwierdził, że prace nad grą wstrzymano, zaprzeczył jednak pojawiającym się pogłoskom, jakoby studio szukało inwestora. Po kilku miesiącach poinformowano, że prace nad grą zostaną wznowione, ale jednak będą wymagały pozyskania inwestorów. Porzucenie prac nad pierwotną wersją Stalkera 2 oficjalnie ogłoszono w kwietniu 2012, jako powód podając niemożność dojścia do porozumienia odnośni do tego, kto dysponuje prawami do marki S.T.A.L.K.E.R.; prawa do niej rościli sobie zarówno inwestorzy, jak i pracownicy studia. Prace przerwano, kiedy nowy silnik gry ukończono w 70–80% procentach, a dodatkowo opracowano już część poziomów i postaci.

### Vostok Games
W czerwcu 2014 Vostok Games – studio założone przez Eugene’a Kima, byłego kierownika projektu w GSC Game World – uruchomiło w serwisie Kickstarter zbiórkę na finansowanie społecznościowe gry zatytułowanej Areal, mającej być duchowym następcą serii S.T.A.L.K.E.R. Zbiórka spotkała się z szeroką krytyką i została uznana za machinację, ponieważ towarzyszący jej zwiastun składał się w całości z ujęć z dotychczasowych odsłon Stalkera, a zrzuty ekranu mające prezentować postęp prac zidentyfikowano jako zmodyfikowane zasoby kupione w sklepie silnika Unity. Vostok Games odrzuciło te oskarżenia, twierdząc, że zostały one „sfabrykowane przez media”. Autorom udało się zebrać 65 tys. USD (przekraczając założony cel wynoszący 50 tys. USD), zanim zbiórka została zablokowana przez administratorów Kickstartera za naruszenie zasad serwisu. Niedługo później Vostok Games zapowiedziało, że projekt zostanie sfinansowany ze środków prywatnych, a w grudniu 2014 uruchomiło kampanię na platformie Wfunder, chcąc zebrać 600 tys. USD na opracowanie gry zatytułowanej S.T.A.L.K.E.R.: Apocalypse.

### Wznowienie prac
W grudniu 2014 GSC Game World oficjalnie poinformowało o wznowieniu działalności, zapowiadając, że rozpoczyna prace nad Kozakami 3 (2016) i ogłaszając, że jest jedynym właścicielem praw do marki S.T.A.L.K.E.R. W maju 2018 studio poinformowało o rozpoczęciu prac nad nowym Stalkerem 2, a kilka dni później, że powstanie on na Unreal Enginie 4 – silniku łatwiejszym w obsłudze niż autorski X-Ray wykorzystany przy produkcji poprzednich odsłon. Gra znajdowała się wówczas na bardzo wczesnym etapie produkcji, która nie wyszła nawet poza fazę konceptualną. Hryhorowycz przyznał, że grę zapowiedziano tak wcześnie z nadzieją, że informacja ta wygeneruje na tyle duże zainteresowanie, że studiu uda się znaleźć dla niej wydawcę już podczas odbywających się niecały miesiąc później targów Electronic Entertainment Expo 2018.
Kolejne bardziej szczegółowe informacje na temat gry ujawniono dopiero podczas Electronic Entertainment Expo 2021, kiedy to na konferencji prasowej Microsoftu i Bethesdy zaprezentowano pełny zwiastun oraz podano przewidywaną datę premiery: 28 kwietnia 2022. W sierpniu 2021 poinformowano, że projekt przeniesiono na Unreal Engine 5.

### Rosyjska inwazja na Ukrainę
W związku z rosnącym napięciem na granicy ukraińsko-rosyjskiej, w styczniu 2022 studio zaczęło przygotowywać się na ewentualną agresję ze strony Rosji, opracowując i wdrażając plan szybkiego ewakuowania pracowników w razie zaistnienia takiej konieczności. 20 lutego 2022 blisko dwustu twórców gry wraz z rodzinami zdecydowało się na opuszczenie Kijowa i udało się w kierunku granicy ze Słowacją. 24 lutego 2022, w dniu rozpoczęcia rosyjskiej inwazji na Ukrainę, studio zaapelowało o udzielenie finansowego wsparcia ukraińskiemu wojsku, a część twórców – zarówno tych pozostałych w Kijowie, jak i tych, którzy kilka dni wcześniej wyjechali z miasta – zaciągnęła się do wojska. Niedługo później studio poinformowało, że ze względu na zaistniałą sytuację do odwołania wstrzymano dalsze prace nad grą. W czerwcu 2022 ogłoszono, że pomimo nieobecności około stu trzydziestu twórców, którzy pozostali w Ukrainie, a część z nich bierze udział w walce zbrojnej przeciwko agresorowi, pozostałym dwustu udało dostać się do Pragi, gdzie kontynuują prace nad grą. Producentka Marіia Hryhorowycz stwierdziła w wywiadzie dla „Wired”, że po rosyjskiej inwazji Serce Czarnobyla stało się dla studia jeszcze ważniejszym projektem, swoistym „dobrem narodowym” udowadniającym, że Ukraina nie tylko dobrze radzi sobie na polu bitwy, ale też ma swoje dziedzictwo kulturowe, które może przedstawić światu i nie wstydzić się go.
Po rosyjskiej agresji twórcy postanowili nie wydawać gry na terenie Rosji i zaprzestać prac nad rosyjskim dubbingiem, a ostatecznie także usunąć rosyjskie napisy. Przyczyniło się to do licznych cyberataktów na serwery studia ze strony rosyjskiej, skutkujące wykradnięciem danych i szantażowaniem twórców żądaniami takimi jak chociażby przywrócenie rosyjskiego dubbingu w zamian za ich niepublikowanie. Twórcy przyznali, że hakerzy weszli co prawda w posiadanie plików gry, ale na tyle przestarzałych, że nie oddają one jej aktualnego stanu. W maju 2023 hakerzy wykradli około dwustugigabajtową zaszyfrowaną testową wersję Serca Czarnobyla przeznaczoną do użytku wewnętrznego studia i opublikowali ją w Internecie, następnie zaś udostępniono odszyfrowaną kopię umożliwiającą zagranie w nieukończoną wersję Stalkera 2.

### Tytuł
14 marca 2022 ogłoszono, że funkcjonujący dotychczas międzynarodowy podtytuł gry – Heart of Chernobyl – zmieniono na Heart of Chornobyl, oddający ukraińską nazwę Czarnobyla (Чорнобиль, trb. Czornobyl) w miejsce powszechnie stosowanej w krajach anglojęzycznych transkrypcji z języka rosyjskiego (Чернобыль, trb. Czernobyl). 6 marca 2024 twórcy postanowili wstecznie zmienić także międzynarodowy tytuł pierwszej części serii – z Shadow of Chernobyl na Shadow of Chornobyl – żeby ujednolicić go z nowym podtytułem Stalkera 2. Zmianę tę ogłoszono wraz z zapowiedzią wydania na Xboksy i PlayStation pakietu S.T.A.L.K.E.R.: Legends of the Zone Trilogy, na który składają się trzy pierwsze gry z serii dostosowane na konsole ósmej i dziewiątej generacji.

## Dystrybucja i marketing
GSC Game World w ramach partnerstwa z Microsoftem opracowało Stalkera 2 jako grę przeznaczoną wyłącznie na Xboksa Series i Windowsa. Według dokumentów ujawnionych podczas rozprawy sądowej pomiędzy Epic Games a Apple, czasowa wyłączność na dostępność gry wyłącznie na konsoli Microsoftu miałaby wynosić tylko trzy miesiące. W dniu premiery produkcja ma zostać udostępniona w usłudze subskrypcyjnej Xbox Game Pass. Wydawca przygotował kilka edycji – standardową, limitowaną, deluxe, kolekcjonerską i ostateczną – z których każda poza samą grą zawiera także różne powiązane z nią gadżety, takie jak chociażby artbook, stalowe pudełko na nośnik optyczny, naklejki czy naszywki.
11 stycznia 2024 ogłoszono, że w angielskim dubbingu głosów użyczyli m.in. David Bowles jako „Striełok” – protagonista Cienia Czarnobyla (2007) – oraz Kevin Michael Clark. W lipcu 2024 ujawniono, że w jedną z postaci wcielił się Oleksandr Łaptіj, ukraiński aktor i żołnierz 12. Brygady Szturmowej „Azow”. We wrześniu 2014 producent gry Sława Łukjanenko zapowiedział, że po premierze doczeka się ona dodatku fabularnego, darmowej zawartości oraz obsługi modyfikacji. 3 października 2024 opublikowano półtoragodzinny film dokumentalny Wojenna gra: Jak powstawał S.T.A.L.K.E.R. 2, w którym twórcy wypowiadają się na temat procesu produkcji gry i tego, jaki wpływ miała na niego rosyjska inwazja na Ukrainę.
28 lutego 2023 polska firma Awaken Realms ogłosiła start zbiórki na finansowanie społecznościowe osadzonej w uniwersum Stalkera gry planszowej „S.T.A.L.K.E.R. The Board Game”; zbiórka zakończyła się sukcesem, a premiera gry przewidziana jest na 2025. W Polsce ma zostać przez jej twórców, a w Ukrainie przez wydawnictwo Igromag. W sierpniu 2022 jeden z supermarketów ukraińskiej sieci Silpo na kijowskim blokowisku Komfort Taun został przyozdobiony materiałami ze Stalkera 2. W czerwcu 2023 w Slipo pojawiła się limitowana edycja napojów energetyzujących stworzonych przez GSC Game World we współpracy z ukraińską marką Non Stop. MSI w ramach współpracy z wydawcą gry wprowadziła do sprzedaży inspirowany nią wariant procesora graficznego z rodziny GeForce 40.

## Odbiór

### Przed premierą
W połowie października 2024 redaktorom mediów związanych z branżą gier komputerowych udostępniono trzygodzinną ostateczną wersję demonstracyjną Serca Czarnobyla. Na jej podstawie chwalono m.in. interesującą i rozgałęziającą się fabułę, oprawę graficzną czy mechaniki survival horroru, w ramach których duży nacisk położono na zarządzanie skąpymi zapasami jedzenia i amunicji.

### Ze strony recenzentów
Według agregatora recenzji Metacritic S.T.A.L.K.E.R. 2: Serce Czarnobyla w wersji na komputery osobiste spotkał się z mieszanym odbiorem ze strony recenzentów, z kolei wydanie na Xboksa Series zostało ocenione w większości pozytywnie. W agregatorze OpenCritic poleca ją 64% recenzentów, a średnia ich ocen wynosi 74/100. Według wielu recenzentów stan techniczny gry – w tym chociażby przeciętna oprawa graficzna na obu platformach docelowych czy błędy uniemożliwiające ukończenie zadań – w momencie premiery pozostawiały wiele do życzenia, to mimo wszystko Serce Czarnobyla bronił się jednak atmosferą i grywalnością uzasadniającymi oczekiwanie na łatki, które wyeliminują wspomniane błędy. Niedługo po premierze twórcy zobowiązali się do stopniowego usuwania z gry najbardziej palących problemów technicznych.

### Sprzedaż
W ciągu dwóch dni od premiery gra sprzedała się w ponad milionie egzemplarzy, a ze względu na jednoczesne udostępnienie jej w usłudze Xbox Game Pass całkowita liczba graczy była „jeszcze większa”.